# Lia Boysen
Lia Marika Boysen (Stoccolma, 6 aprile 1966) è un'attrice svedese.

## Filmografia

### Cinema
- Sommarspel, regia di Matheo Yamalakis - cortometraggio (1990)
- Yrrol - En kolossalt genomtänkt film, regia di Peter Dalle (1994)
- La legge della giungla (Et hjørne af paradis), regia di Peter Ringgaard (1997)
- Kattbreven, regia di Christina Olofson (2001)
- Executive Protection (Livvakterna), regia di Anders Nilsson (2001)
- Leva livet, regia di Mikael Håfström (2001)
- Cowboys Don't Cry, regia di Egil Pedersen - cortometraggio (2002)
- Raid, regia di Tapio Piirainen (2003)
- I'm Your Man, regia di Sarah Gyllenstierna - cortometraggio (2004)
- Falla vackert, regia di Lena Hanno (2004)
- Sandor slash Ida, regia di Henrik Georgsson (2005)
- Mellan natt och dag, regia di Anna-Carin Andersson - cortometraggio (2006)
- Enhälligt beslut, regia di Björn Engström - cortometraggio (2006)
- Sök, regia di Maria von Heland (2006)
- Racconti da Stoccolma (När mörkret faller), regia di Anders Nilsson (2006)
- Il viaggio di Jeanne (Les Grandes Personnes), regia di Anna Novion (2008)
- Gud, lukt och henne, regia di Karin Westerlund (2008)
- Kommissarie Späck, regia di Fredde Granberg (2010)
- Där vi en gång gått, regia di Peter Lindholm (2011)
- Terminalen, regia di Johan Häll e Mathias Plym - cortometraggio (2011)
- Dom över död man, regia di Jan Troell (2012)
- Rendez-vous à Kiruna, regia di Anna Novion (2012)
- I lossens time, regia di Søren Kragh-Jacobsen (2013)
- Spel, regia di Ylva Forner - cortometraggio (2013)
- Hemma, regia di Maximilian Hult (2013)
- Jerry & Maya - Agenzia investigativa (LasseMajas detektivbyrå - Von Broms hemlighet), regia di Pontus Klänge e Walter Söderlund (2013)
- Nirbashito, regia di Churni Ganguly (2014)
- Å vende tilbake, regia di Henrik Martin Dahlsbakken (2015)
- Miraklet i Viskan, regia di John Olsson (2015)
- Sverige er fantastisk, regia di Jessica Nilsson (2015)
- Takk for turen, regia di Henrik Martin Dahlsbakken - cortometraggio (2016)
- The Last King (Birkebeinerne), regia di Nils Gaup (2016)
- Om allt vore på riktigt, regia di Stephane Mounkassa e Stefan Sundin - cortometraggio (2016)
- LasseMajas detektivbyrå - Tågrånarens hemlighet, regia di Moa Gammel (2020)
- De fredløse, regia di Henrik Martin Dahlsbakken (2021)
- Dear Molly, regia di Gajendra Vitthal Ahire (2022)
- 100 årstider, regia di Giovanni Bucchieri (2023)

### Televisione
- Goda grannar – serie TV, episodio 1x17 (1987)
- Xerxes – miniserie TV, 1 puntata (1988)
- Mord och passion – serie TV, episodio 1x02 (1991)
- Storstad – serie TV, 35 episodi (1990-1991)
- Nästa man till rakning – miniserie TV, 2 puntate (1993)
- Chock – serie TV, episodio 1x01 (1997)
- OP:7 – serie TV (1997)
- Toffelhjältar, regia di Anders Albien – film TV (1998)
- Det nya landet, regia di Geir Hansteen Jorgensen – film TV (2000)
- En dag i taget – serie TV, episodio 2x01 (2001)
- En ängels tålamod – serie TV, episodio 2x07 (2001)
- Hjälp! Rånare! – miniserie TV (2002)
- Stora teatern – miniserie TV, 4 puntate (2002)
- Para§raf 9 – serie TV, episodio 1x01 (2003)
- De drabbade – miniserie TV, 12 puntate (2003)
- Danslärarens återkomst – miniserie TV, 2 puntate (2004)
- Möbelhandlarens dotter – miniserie TV, 6 puntate (2006)
- Bota mig! – miniserie TV, 8 puntate (2006)
- Den som viskar, regia di Maria von Heland – film TV (2006)
- Pyramiden, regia di Daniel Lind Lagerlöf – film TV (2007)
- Glenn, regia di Tapio Piirainen – film TV (2008)
- Pappa, Picasso och jag, regia di Anette Skåhlberg e Martin Lima de Faria – film TV (2009)
- Livet i Fagervik – serie TV, episodio 2x02 (2009)
- Olycksfågeln, regia di Emiliano Goessens – film TV (2010)
- Wallander – serie TV, episodio 2x09 (2010)
- Maria Wern – serie TV, episodio 3x01 (2011)
- Där vi en gång gått – serie TV (2011)
- Solsidan – serie TV, episodio 3x09 (2012)
- Jordskott – serie TV, 10 episodi (2015)
- Il caso (Fallet) – serie TV, 8 episodi (2017)
- Unter anderen Umständen – serie TV, episodio 1x13 (2017)
- Der Kommissar und das Meer – serie TV, 4 episodi (2007-2020)
- Två systrar – serie TV, episodi 1x06-1x08 (2021)
- The Unlikely Murderer (Den osannolika mördaren) – miniserie TV, 4 puntate (2021)
- Limbo – serie TV, episodio 1x03 (2023)
- Bäckström – serie TV, 4 episodi (2024)
- Alla utom vi – serie TV, 4 episodi (2021-2024)

## Riconoscimenti
- Guldbagge
  - 2001 - Candidatura a miglior attrice per Det nya landet
  - 2007 - Miglior attrice per Sök